# Horlești
Horleşti es una comuna ubicada en el distrito de Iași, Rumania.

## Superficie
Cuenta con una superficie de 51,82 kilómetros cuadrados.

## Demografía
Hasta 2021 la población era de 2529 habitantes, con una densidad de población de 48,80 habitantes por kilómetro cuadrado.